# Parti chrétien-démocrate unifié
Pour les articles homonymes, voir Parti chrétien-démocrate.

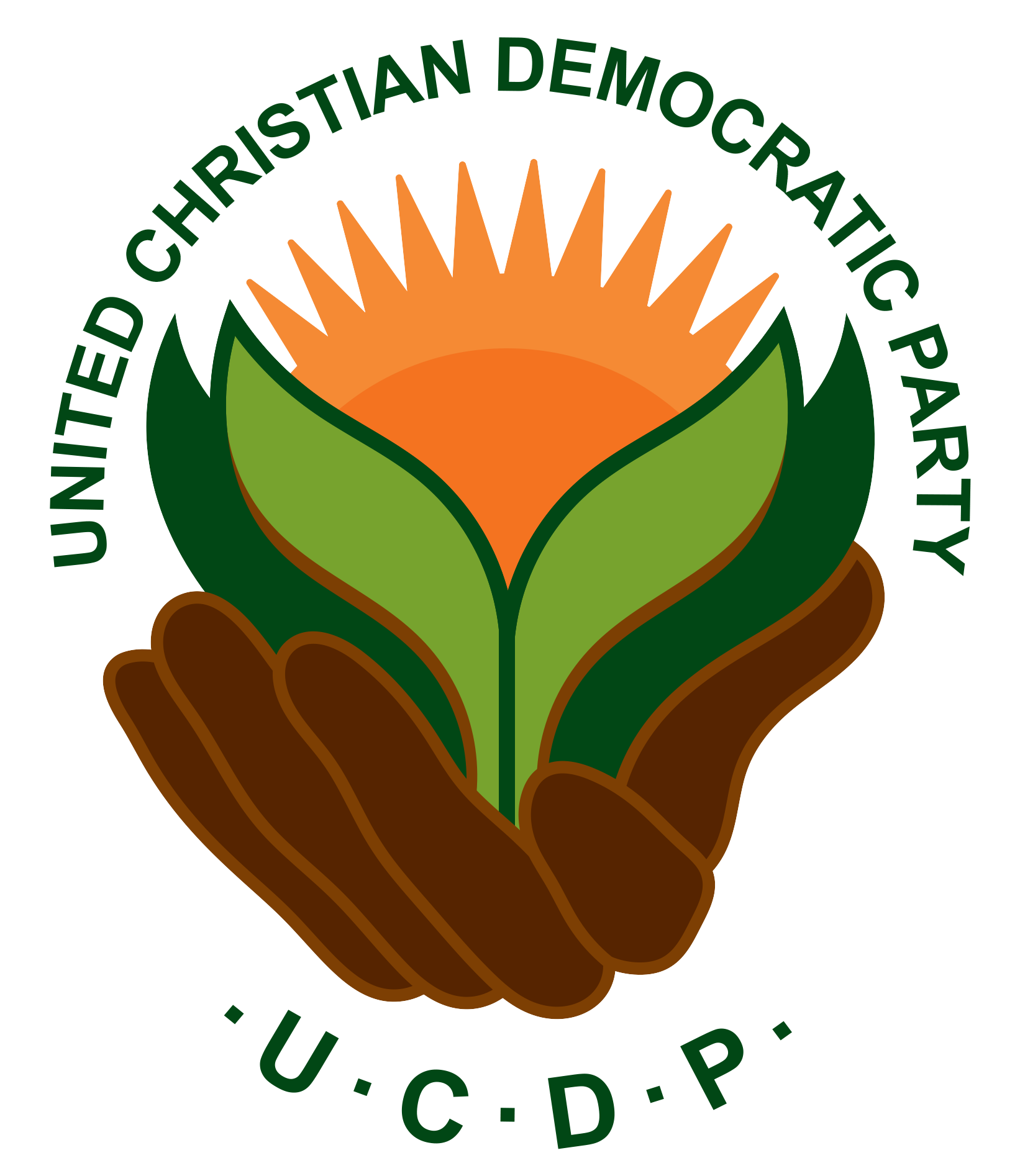
Logo du parti chrétien-démocrate unifié

Le Parti chrétien-démocrate unifié (United Christian Democratic Party) (UCDP) est un parti politique sud-africain fondé en 1997 par l'ancien président du Bophuthatswana Lucas Mangope pour promouvoir la démocratie non-raciale et les valeurs chrétiennes en politique.
Petit parti, l'UCDP est essentiellement implanté dans l'électorat féminin dans la Province du Nord-Ouest. Après avoir obtenu 3 députés lors des scrutins de 1999 et 2004, il n'obtient que 0.37 % des voix et 2 députés lors des élections législatives sud-africaines de 2009.